# 小行星8174
小行星8174（英語：8174）是一颗围绕太阳公转的小行星。1991年9月17日，亨利·E·霍爾特在帕洛马山发现了此天体。
这颗小行星的绝对星等为331.8297853786777等。